# Carlisle (Nueva York)
Carlisle es un pueblo ubicado en el Condado de Schoharie en el estado estadounidense de Nueva York. En el año 2000 tenía una población de 1,758 habitantes y una densidad poblacional de 20 personas por km².

## Geografía
Carlisle se encuentra ubicado en las coordenadas 42°45′50″N 74°26′5″O / 42.76389, -74.43472.

## Demografía
Según la Oficina del Censo en 2000 los ingresos medios por hogar en la localidad eran de $43,657, y los ingresos medios por familia eran $48,095. Los hombres tenían unos ingresos medios de $32,188 frente a los $23,646 para las mujeres. La renta per cápita para la localidad era de $17,767. Alrededor del 8.4% de la población estaban por debajo del umbral de pobreza.